# Ecosocialisme
Ecosocialisme of groen socialisme is een ideologie binnen het socialisme. Ecosocialisten beschouwen het kapitalisme als de oorzaak van ecologische en economische problemen, waaronder de milieuproblematiek, klimaatverandering, armoede en oorlog. Ecosocialisten streven daarom naar het herstel en de oprichting van gemeenschappelijke gebruiksgoederen.

## Geschiedenis
Vanaf de negentiende eeuw zijn er verschillende pogingen geweest om ecologisch bewustzijn te creëren binnen bestaande socialistische partijen. Een bekende voorstander van een ecologisch socialisme was de Engelse ontwerper William Morris, die het verdwijnen van de natuur ten gunste van de industrialisatie bekritiseerde en pleitte voor een gezondere, natuurlijke leefomgeving voor de verstedelijkte arbeidersklasse. Ook in de vroege twintigste eeuw in het jonge Sovjet-Rusland pleitten natuurwetenschappers en -beschermers voor een ecologisch bewustzijn binnen het bolsjewisme. Aanjagers van dit bewustzijn waren onder andere de bolsjewistische wetenschapper Aleksandr Bogdanov en de Prolekult-beweging. Voorstanders van een beperkte impact op de natuur werden later geroyeerd uit de Communistische Partij, waarna de natuurwetenschap in Stalins Sovjet-Unie verviel in een politiek gemotiveerde pseudowetenschap onder leiding van staatsbioloog Trofim Lysenko.
Het streven naar een meer natuurbewust socialisme was bij Morris en Bogdanov samengegaan met een streven naar een gezondere arbeiderscultuur. De eerste tekenen van een massabeweging die dit doel nastreefde, zijn te vinden in het Oostenrijkse socialisme. In 1895 te Wenen ontstond uit de austromarxistische SDAPÖ De Natuurvrienden, een organisatie die ernaar streefde het bergachtige natuurschoon van Oostenrijk te ontsluiten voor de arbeidersklasse. Educatie over natuur en buitencultuur stond hierbij centraal alsmede het organiseren van recreatie- en reismogelijkheden. Vanuit Oostenrijk verspreidde de beweging zich door Europa en kreeg in 1924 een Nederlandse zusterorganisatie, het Instituut voor Arbeiders-Ontwikkeling, heden bekend als het Nivon. Na de Tweede Wereldoorlog werd bewust de keuze gemaakt de socialistische inspiratie een minder invloedrijke rol te geven binnen de organisatie en sindsdien hebben afdelingen van de Internationale Natuurvrienden doorgaans een politiek neutraal, sociaal oogmerk. Alhoewel deze organisaties oorspronkelijk streefden naar bewustzijn over de natuur en een leven met de natuur, bleef de natuur in dienst staan van de sociale doelen van de organisaties.

## Ideologie
Het ecosocialisme combineert elementen van het marxisme, ecologisme en andersglobalisme. Ecosocialisten zetten zich af tegen groene vormen van het liberalisme, omdat deze streven naar oneindige groei op een eindige planeet middels ineffectieve of degressieve maatregelen, zoals recycling en de subsidiëring van elektrische auto's. Ecosocialisten zetten zich ook af tegen onderdrukkende vormen van socialisme, bovenal het maoïsme en stalinisme, omdat deze historisch gezien een vijandige houding aannamen jegens bescherming van de biodiversiteit en het ecosysteem. Het ecosocialisme is van mening dat er grenzen aan de groei zijn. In rijke landen kan de maatschappelijke welvaart daarom beter worden vergroot door degrowth in combinatie met een herverdeling van hoge naar lage inkomens. Daarbij pleiten ecosocialisten voor het herstel en de oprichting van gemeenschappelijke gebruiksgoederen als alternatief voor het particulier bezit van productiemiddelen.

### Ecologie en Marx
Binnen het ecosocialisme is er discussie over de plek die de natuur, het klimaat en ecologie hebben innemen in het werk van Karl Marx. Sommige lezers van Marx schrijven hem een productivistische visie toe, waarbij Marx de natuur vooral zou hebben gezien als een middel dat de mensheid kon dienen en zonder opzichzelfstaande waarde. Anderen wijzen echter op verschillende uitspraken van Marx die dit tegenspreken. In Het Kapitaal wijst Marx de overheersing van de natuur door de mens af. In hetzelfde hoofdstuk schrijft hij:
"Zelfs een hele samenleving, een natie, ja alle contemporaine samenlevingen, zijn geen eigenaars van de wereld. Ze zijn alleen bezitters van de aarde, vruchtgebruikers, en moeten die als boni patres familias [goede familievaders] aan de volgende generaties verbeterd achterlaten".

## Politieke partijen
Tussen de jaren vijftig en de jaren zeventig ontstonden er nieuwe politieke partijen die het kapitalisme aanwezen als de grootste bedreiging voor de natuur. Deze partijen streefden naar sociale bevrijding en natuurbescherming en hadden hun wortels in de antikernenergiebeweging en de pacifistische bewegingen. In Nederland werden de Politieke Partij Radikalen (PPR) en de Pacifistisch Socialistische Partij (PSP) opgericht, beide van libertair socialistische signatuur, die zich afzetten tegen zowel het kapitalisme als de milieurampen in de Sovjet-Unie. Beide politieke partijen zijn later opgegaan in GroenLinks.
Onderzoekers van het Documentatiecentrum Nederlandse Politieke Partijen hebben beargumenteerd dat GroenLinks vanaf de jaren negentig haar socialistische wortels langzaam heeft ingeruild voor een groen linksliberalisme. De achtergebleven leemte is gevuld door de Partij voor de Dieren, die sinds 2006 in het Nederlandse parlement vertegenwoordigd is. In haar verkiezingsprogramma van dat jaar komen ecosocialistische ideeën naar voren. Zo noemt de Partij voor de Dieren dat economische ontwikkelingen een groot beslag leggen op de natuur, milieu en natuurlijke hulpbronnen en voor een ongelijke verdeling van de welvaart hebben gezorgd. In latere verkiezingsprogramma's zijn haar ideeën over de verhoudingen tussen dierenrechten, milieu, productie en ongelijkheid verder uitgewerkt. Vanaf 2021 heeft ook de politieke partij BIJ1 ecosocialistische standpunten in haar programma opgenomen. In het voorwoord van haar programma wijst de partij het kapitalisme aan als het systeem dat verantwoordelijk is voor de uitbuiting van mens, dier, natuur en klimaat.